# Ancistrolepis magna
Ancistrolepis magna är en snäckart som först beskrevs av Dall 1895.  Ancistrolepis magna ingår i släktet Ancistrolepis och familjen valthornssnäckor. Inga underarter finns listade i Catalogue of Life.